# Gecko
|  | Aquest article tracta sobre el programari. Si cerqueu el rèptil, vegeu «gecònid». |

Gecko (en català es traduiria dragó) és un motor de renderització o de navegació lliure escrit en C++. S'utilitza a tota la branca de programari Mozilla i al Netscape Navigator. Té una triple llicència MPL/GPL/LGPL i s'ha creat per a suportar els estàndards lliures d'Internet. Va ser creat per la Netscape Communications Corporation tot i que actualment és la Fundació Mozilla i la Corporació Mozilla qui en porta el desenvolupament.
Gecko ofereix suport total o parcial per a múltiples estàndards oberts d'Internet com HTML v4.01, XHTML v1.1, CSS 1 i 2, DOM, XML v1.0, RDF, SVG v1.1, i JavaScript v1.7 
Gecko és també una plataforma per a aplicacions multiplataforma, és a dir: permet executar aplicacions sobre el seu motor que se serveixin de tecnologies com XUL, XBL, PNG, HTTP, POP3, SMTP, RDS, CSS virtualment a qualsevol sistema operatiu.
Anteriorment Gecko va ser conegut amb els nom de Raptor i NGLayout.

## Estàndards suportats
- HTML 4.0
- CSS Nivell 1 (suport parcial per CSS 2 i 3, vegeu Mozilla CSS support chart Arxivat 2014-04-05 a Wayback Machine. per més detalls)
- JavaScript 1.7 (ECMAScript)
- DOM Nivell 1 i 2 (suport parcial per DOM 3)
- XML 1.0
- XHTML 1.1
- MathML
- XForms (a través d'una extensió oficial)
- SVG (suport parcial a SVG 1.1)
- RDF

## Programari que empra Gecko
El Gecko s'utilitza majoritàriament en navegadors, entre ells el Firefox. També s'utilitza en navegadors derivats de Mozilla com el Camino, el Flock, el SeaMonkey, el K-Meleon i el Netscape. A continuació hi ha una comparativa de les versions:
| Versió del Gecko | Multiplataforma | Multiplataforma | Multiplataforma | Multiplataforma | Multiplataforma | Multiplataforma | Windows  | Mac    | *nix   | *nix     | *nix       | *nix      |
| ---------------- | --------------- | --------------- | --------------- | --------------- | --------------- | --------------- | -------- | ------ | ------ | -------- | ---------- | --------- |
| Versió del Gecko | Firefox         | Netscape        | SeaMonkey       | Flock           | Songbird        | Beonex          | K-Meleon | Camino | Galeon | Epiphany | Kazehakase | Skipstone |
| 0.6              |                 | 6.0             |                 |                 |                 |                 |          |        |        |          |            |           |
| 0.8              |                 |                 |                 |                 |                 |                 | 0.3      |        |        |          |            |           |
| 0.9.2            |                 | 6.1             |                 |                 |                 |                 |          |        |        |          |            |           |
| 0.9.4            |                 | 6.2             |                 |                 |                 |                 | 0.5      |        |        |          |            |           |
| 0.9.4.1          |                 | 6.2.2           |                 |                 |                 |                 |          |        |        |          |            |           |
| 0.9.5            |                 |                 |                 |                 |                 |                 | 0.6      |        |        |          |            |           |
| 0.9.7            |                 |                 |                 |                 |                 |                 |          |        | 1.0.2  |          |            |           |
| 1.0.1            |                 | 7.0             |                 |                 |                 | 0.8.2           |          |        |        |          |            |           |
| 1.1              |                 |                 |                 |                 |                 |                 |          |        |        |          |            | 0.8.3     |
| 1.2b             | 0.1             |                 |                 |                 |                 |                 | 0.7      |        |        |          |            |           |
| 1.3a             | 0.5             |                 |                 |                 |                 |                 |          |        |        |          |            |           |
| 1.4              |                 | 7.1             |                 |                 |                 |                 |          |        |        |          |            |           |
| 1.4.1            |                 |                 |                 |                 |                 |                 |          |        |        | 1.0.4    |            |           |
| 1.5              | 0.7             |                 |                 |                 |                 |                 | 0.8      |        |        |          |            |           |
| 1.7              | 1.0             |                 |                 |                 |                 |                 |          |        | 2.0    |          | 0.2.8      |           |
| 1.7.2            |                 | 7.2             |                 |                 |                 |                 |          |        |        |          |            |           |
| 1.7.5            |                 | 8.0.2           |                 |                 |                 |                 | 0.9      |        |        |          |            |           |
| 1.8.0            | 1.5             |                 | 1.0             | 0.7             | 0.2             |                 | 1.0      | 1.0    |        |          |            |           |
| 1.8.1            | 2.0             | 9.0             | 1.1             | 1.0             |                 |                 | 1.1, 1.5 | 1.5.5  |        | 2.16     |            | 1.0.0     |
| 1.9              | 3.0             |                 |                 | 2.0             | 0.5             |                 |          | 2.0    |        | 2.22     |            |           |
| 1.9.1            | 3.1             |                 | 2.0             |                 |                 |                 |          |        |        |          |            |           |

Altres productes que l'utilitzen però no inclosos a la taula són Switfox, Portable Firefox, Conkeror, HP Secure Web Browser, Oxygen, Minimo, Sylera (per a mòbils), Thunderbird (correu electrònic), Sunbird (calendari) i Instantbird (missatgeria instantània).
El Sugar de l'OLPC XO-1 també utilitza Gecko. Gecko s'utilitza per a una completa implementació del XUL, és més, en defineix l'actual especificació.